# ペルシア人

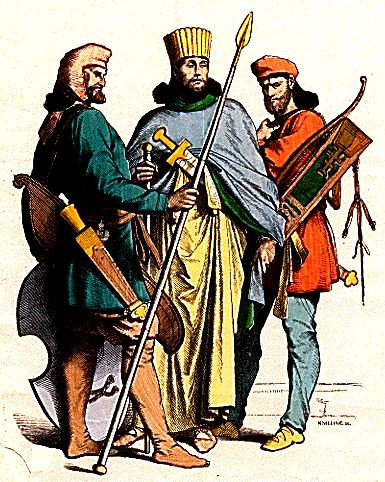
古代ペルシアの貴族と兵士の服装

ペルシア人（ペルシアじん、ペルシア語: فارس、英語: persian）は、中東のイランを中心に住み、ペルシア語を話す人々。イラン系民族の一つ。

## 一般的定義

ペルシア語の話者の分布図

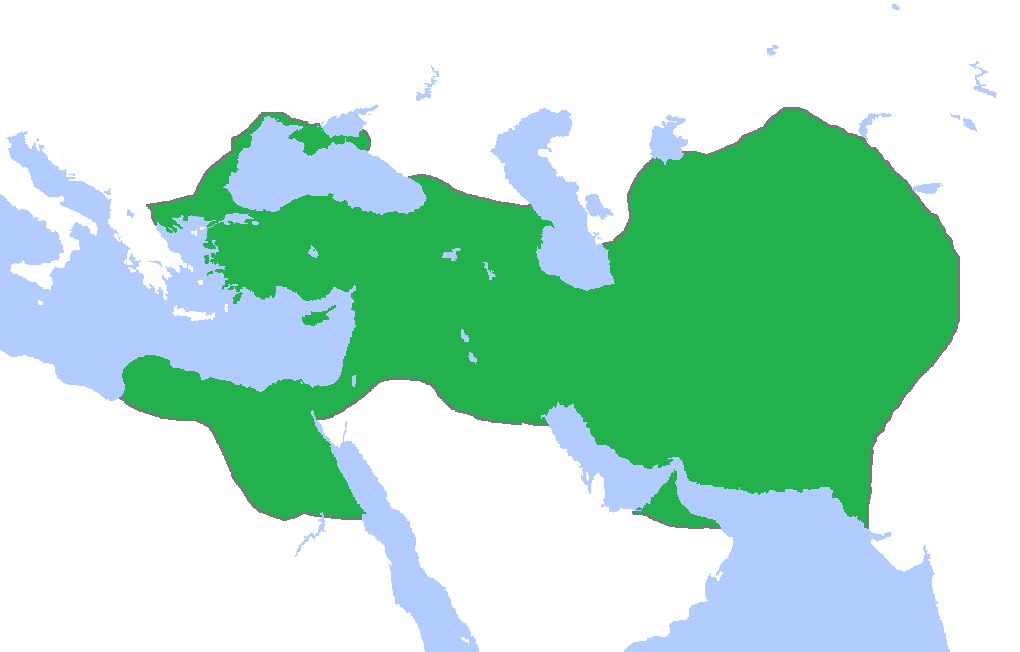
アケメネス朝ペルシアの最大版図
紀元前550年 - 紀元前330年

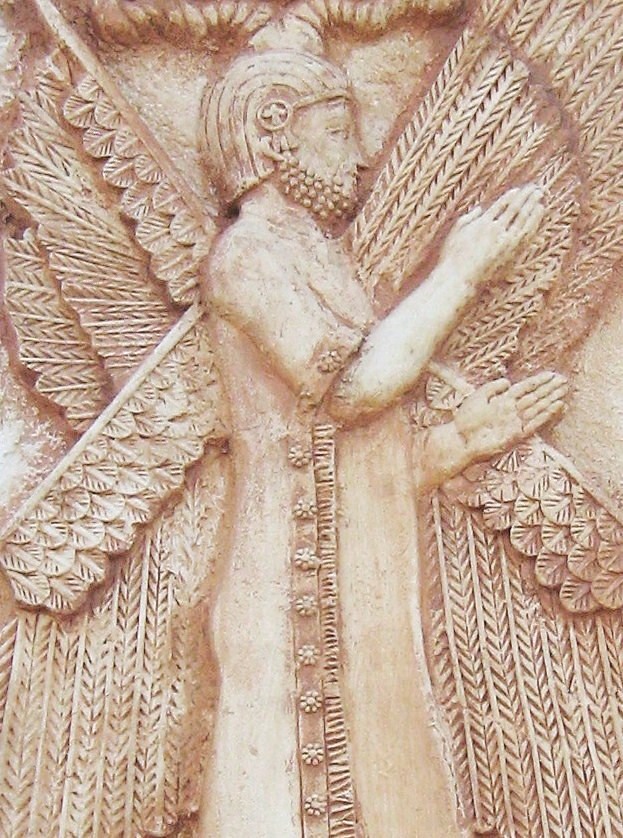
アケメネス朝ペルシアの初代国王・キュロス2世

「ペルシア人」の民族名称が指し示す範囲は時代、地域、文脈などによってさまざまに伸縮する。
もっとも広義には、歴史的なイラン地域および中央アジア方面に住み、主にペルシア語を語る人々のことを漠然と指す。狭義にはイラン・イスラーム共和国籍を有する人（イラン人）のうち、もっぱら定住生活をとり、ペルシア語を主に語る集団を指す民族名称ファールスィー（後述）の訳語である。
なお、「ペルシア人」を意味する他称をもつ人々として、アフガニスタンのファールスィーワーンやインドのゾロアスター教徒であるパルスィーが存在しているが、欧米の諸言語や日本語では彼らを「ペルシア人」とは呼ばない。

### 広義の「ペルシア人」
広義の「ペルシア人」は、地理的・文化的な概念としての「ペルシア」と結び付けられた民族名称であるということができる。
しかしながら、広義の「ペルシア人」の前提である地域としての「ペルシア」概念は、その概念が用いられる時代において、あるいは西欧語やロシア語、インド方面諸言語、テュルク語、ペルシア語などの言語によって、その意味するところが大いに異なることに注意しなければならない。これについては本項では詳述されないので、より全体的な視野を得るためにはペルシアを参照されたい。
この広義の用法は、日本では「ペルシア」概念と結び付けられて浸透しており、広くみられる。
したがって、「ペルシア人」は主に歴史的文脈において多く用いられるが、当の「ペルシア人」の居住する地域である中東や中央アジア地域を主たる研究対象とする歴史学の研究においては、「ペルシア」に付随するオリエンタリズム的イメージが嫌われ、広義の意味での「ペルシア人」はあまり用いられない。これにかわり、歴史研究では、当時の人びとの自称・他称を直接用いることが多い（詳しくは後述）。

### 狭義の「ペルシア人」
もっとも狭義のペルシア人は、現代のイランにおける民族集団ファールスィーの訳語であり、またその直接の先祖であるとみなしうる現在のイランの領域で活動したペルシア語話者の定住民たちを指して用いられる。
ファールスィーは、ペルシア語で「ファールスの人」を意味するが、ファールスは古代イランにおけるパールサのことであり、「ペルシア」の語源となった地名である。したがって、現代ペルシア語のファールスィーと日本語を含む外国語の「ペルシア人」は語源からみてほぼ同一の語である。
イランにおけるファールスィーすなわち「ペルシア人」は、1935年に同国が国名をイランと呼ぶことを正式に決定し、その国民はイラン人と呼ばれるようになったとき、これ以降、ペルシア語を語る国内の最大多数派の集団を呼ぶ民族名称として定着した用語である。
定義次第で幅があるが、現在のイランの人口のうち約50%〜70%が「ペルシア人」である。そもそも民族識別自体が、言語をもとにしているので、方言的な言語をどの程度までペルシア語とするかによって幅は異なる。
現代イランにおける「ペルシア人」の民族的特徴を最大公約数的にまとめれば、現代ペルシア語を母語とし、都市および農村で定住生活を送り、大多数がシーア派の十二イマーム派を信仰している、という点である。

## 「ペルシア人」の用例

### 古典古代の諸言語
「ペルシア人」のもととなった地名「ペルシア」は、ハカーマニシュ朝（アカイメネス朝）史やサーサーン朝の発祥の地となった現在のイラン、ファールス州周辺地域（ファールス地方）の古称「パールサ」に由来する。日本語に入った「ペルシア」は、これがギリシア語からさらにラテン訳されて、西ヨーロッパの諸言語を経由して伝わったものである。
サーサーン朝時代には漢文史料でも「波斯」という語が使われていたように、この王朝の支配領域を指す他称として用いられていたのであり、この時代のギリシャ、ローマの人々にとっては、「ペルシア人」はペルシアの国の人々を漠然と指した。

### 中世ギリシア語

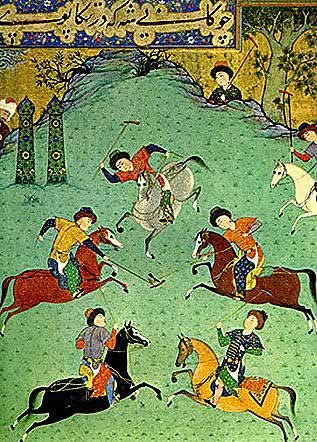
ポロをする人々（ペルシア細密画、1524年頃）

中世の東ローマ帝国で、ギリシャ語で「ペルシア人」という語を用いるときは、しばしば小アジア（アナトリア）から東方に住む民族を指して用いられた。このためセルジューク朝、ルーム・セルジューク朝やオスマン朝のトルコ系民族も「ペルシア人」に含まれ、「ペルシア人」は必ずしもペルシア語を話す民族を指していない。
これは、東ローマの知識人が古代ギリシャの古典文化を尊ぶ傾向があり、周辺の異民族に対しては、古代ギリシャ時代にその地にいた民族の名前をあえて使用することを好んだためである。他にも、彼らはルーシの人々を「スキタイ人」と呼んでいたりすることもある。

### アラビア語・近世ペルシア語
サーサーン朝を滅ぼしてその旧領域のほとんどを支配するにいたったウマイヤ朝では、支配下に入った旧サーサーン朝の人々をアラビア語でアジャミー（عجمی ('ajamī)、「理解することのできない言葉を話す者」を意味する）と呼んだ。
アラブ人から見て「アジャミー」と呼ばれる人々は次第にイスラム教に改宗し、アッバース朝の後期にはサーマーン朝、ブワイフ朝などのイスラム王朝を建国した。こうした諸王朝のもとではアラビア語の文字と語彙を取り入れた「近世ペルシア語」の文学が発達し、「ペルシア人」による自己意識が高まったとされる。この時代、彼らはアラブや、別の隣人であるテュルク（トゥーラーン）に対して自分たちをイラン（イーラーン）の人であるとする自意識を持ち、イラン人（イーラーニー）の自称が形成された。
さらに時代がくだり、「ペルシア人」の居住地に遊牧を主たる生業とするテュルクの人々が入り込んでくるようになると、主に都市に住み、文雅なペルシア語を操り、文筆や商業を生業とするような人々はタジク人（タージーク）と自称することもあった。遊牧民であるテュルクは軍人、定住民であるタージークは文官として王朝に仕え、文語の世界ではテュルクとタージークは対比関係でとらえられた。
サファヴィー朝以降のイラン、シャイバーン朝以降の中央アジアではテュルクと「ペルシア人」の混住が進み、かつては遊牧民であったテュルクが都市に定住して文人になったり、「ペルシア人」が軍人になったりすることもあった。この時期にはサファヴィー朝がシーア派を国教としたのに対してシャイバーン朝以下がスンナ派に留まるなど、イラン世界で東西の二分化が進み、近代初期にはかつての「ペルシア人」はイランではイラン人、中央アジアではサルトと呼ばれるようになっていた。
20世紀にイラン、ソビエト連邦が形成されると、こうして漠然としつつあった「ペルシア人」は母語とする言語を主たる尺度として再び民族として弁別されることになった。彼らは現在、イランにおいてペルシア語でファールスィー（ペルシア人）、中央アジアにおいてタジク語でタジーク（タジク人）と呼ばれている民族となっている。

## 歴史研究上の「ペルシア人」

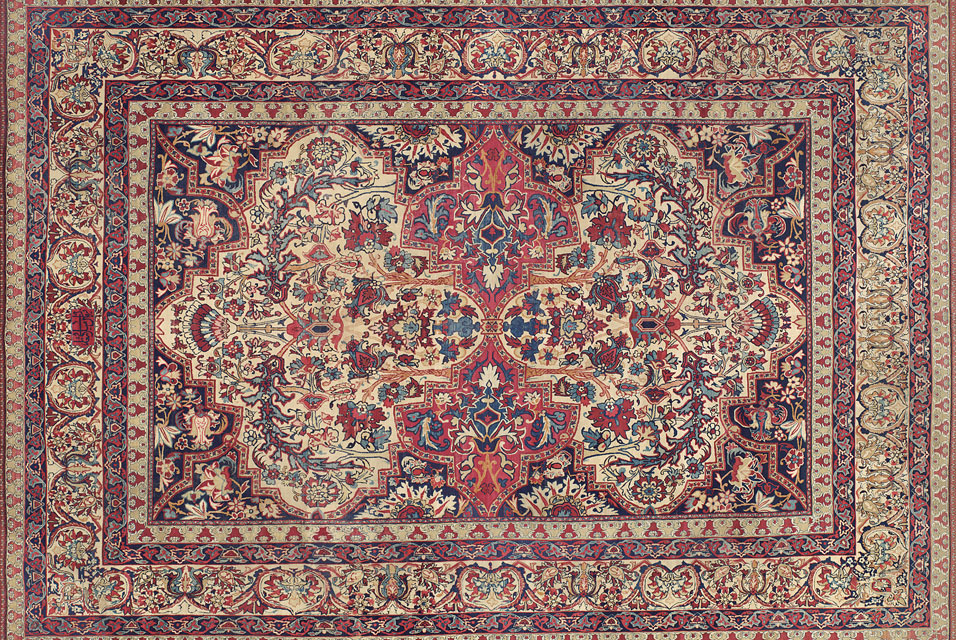
ペルシア絨毯

以下では、主に現代の日本において、歴史研究、歴史叙述で「ペルシア人」という言葉が用いられるとき、それは各時代のどのような集団を指して用いられるかを論じる。

### 前イスラーム期
前イスラーム期の歴史叙述では、古典古代の諸言語における「ペルシア人」を受け継ぎ、ハカーマニシュ朝（アカイメネス朝）やサーサーン朝の人々に対する民族名称として「ペルシア人」が頻繁に用いられる。この文脈におけるペルシア人は、これら「ペルシア帝国」の主要な担い手となったパールサ地方の人々のみならず、ハカーマニシュ朝やサーサーン朝の民というような意味合いを帯びることもあり、この意味では、西方において半独立の辺境域の人びとでもペルシア人と呼ばれることがある。
こうした傾向は古代ギリシャ語・ラテン語を主たる史料とするローマ帝国史のみならず、ペルシアそれ自体を研究するペルシア帝国史においても同様である。この事情は近代以降のヨーロッパだけではなく、ヨーロッパから歴史学を西洋史学として輸入した日本においても長らく同じであり、特にペルシア帝国史の専門研究の外に対しては「ペルシア人」の用法は深く定着しているといってよい。
しかし、近年はハカーマニシュ朝史、サーサーン朝史の叙述では、それぞれの帝国にかかわった各集団を厳密に定義して呼び分け、全体を漠然とペルシア人ということは少なくなりつつある傾向がみられる。この背景には、研究の深化や、従来の近代ヨーロッパからの東洋研究において東洋と西洋を対置し、東洋を非普遍的なものとして位置づけるオリエンタリズム的な視点が関わっていたことへの批判の存在が指摘できる。
一方、この時代の中央アジア方面のペルシア語系の言語の話者については、従来からソグド人やイラン系といった用語が日本の歴史研究では好まれてきた。東からの視点で「ペルシア」が叙述される際には、「ペルシア人」はサーサーン朝治下の人々を限定的に指すことが多い。
こうした東洋史研究者の用例は、一般的な日本語における広義の「ペルシア人」の定着と比べるときわめて対照的である。東洋史研究において漠然とした「ペルシア人」の呼称が好まれない理由としては、西方の場合と同様に、広義の「ペルシア人」の用法がオリエンタリズム、あるいはその日本における特殊な形態であるシルクロードイメージと密接に関連するため、研究者の文脈では好まれないという背景が指摘できる。日本において東からの視点で「ペルシア人」を語る際には、例えば正倉院の中央アジア伝来の宝物に対するロマンチシズムと結びつき、はるかシルクロードの彼方から訪れた幻想的な人びと、「天平のペルシア人」といったイメージが付与されがちであり、古代の「ペルシア人」はシルクロードイメージと強く結びついてしまった。
こうした古典的なシルクロードイメージは、昭和期の日本で盛んだった東西交渉史研究とも関係が深いが、21世紀に入る前後からの日本の東洋学（中央アジア史、中央ユーラシア史、インド史）研究からは、シルクロードの叙述は中国とローマ・ペルシア間の東西長距離交易を強調して中央アジアを単なる通過点とする視点に偏っており、実際にはオアシス間・南北交易も盛んであった中央アジア史の実際を誤ってとらえさせるものとする批判に耐えられなくなっている。このような事情により、現在の東洋史研究では広義の「ペルシア人」は、ほとんど使われることがなくなってしまった。

### イスラーム期
勃興から短期間のうちにサーサーン朝の旧域をほとんど支配するにいたったイスラーム勢力のもとでは、当初サーサーン朝の地方行政組織が温存され、サーサーン朝の人々はゾロアスター教を信じ、ペルシア語を母語とするままイスラーム勢力の支配下に入った。初期イスラーム史で「ペルシア人」といわれているのはこうした旧サーサーン朝の人である。
また、アラブ人は彼らを前述したようにアジャムと呼んだが、アラビア語史料上のアジャムも歴史叙述の上では「ペルシア人」と言い換えられることがほとんどである。アッバース朝革命でしばしば言及される「ペルシア人」は、こうしてアラブに対してアジャムと呼ばれたイラン高原周辺の人々であり、アッバース朝期にイランで成立した諸王朝が「ペルシア人の王朝」と呼ばれるのは、これらを建国した王家がアラブではなくアジャムの出自をもっていたからである。
後の時代にこの地方の歴史の新たな担い手としてテュルク系の民族が流入してくると、歴史叙述上の「ペルシア人」はテュルクに対してイラン人あるいはタジク人と自称した人々を指すようになる。
サファヴィー朝とシャイバーン朝のもとでのイラン世界の東西文化が進むと、歴史叙述で使われる「ペルシア人」はサファヴィー朝治下の、主にシーア派を信仰するペルシア人たちを限定的に指すことが増え、狭義の「ペルシア人」である現在のファールスィーに意味あいが近くなる。これに対して、シャイバーン朝以降の中央アジア方面では「タージーク」という記述が多くなり、中央アジアのペルシア語を語る人びとを「ペルシア人」と呼ぶことは相対的に減少する。
ガージャール朝のころになると、日本語の歴史叙述ではもはや「ペルシア人」という呼称はあまり用いられず、もっぱら「イラン人」となる。現代の文脈では、イラン人のうち特に民族分類上「ファールスィー」に属する人を特に指したいときにのみ「ペルシア人」が使われていると言ってよい。

## 備考
- 古代におけるペルシア人の来日は、『続日本紀』などに記録が見られ、一例として、天平8年（736年）8月23日条に、遣唐副使が帰国の際、唐人3人とペルシア人1人（李密翳）を連れて天皇に拝謁したと記述がみられる。
- 奈良市の平城京跡（式部省跡）から天平神護元年（765年）と書かれた木簡が出土しており、この木簡にはペルシアを意味する「破斯（はし）」という名字をもつ役人（破斯清道）も記され、ペルシア人役人の勤務記録とされる[1]。